# Тіберіу Александру
Тіберіу Александру (рум. Tiberiu Alexandru; 14 травня 1914, Ілімбав, Сібіу, Австро-Угорщина — 20 квітня 1997, Бухарест, Румунія) — румунський фольклорист, етномузикознавець й органолог. Учень Константина Бреїлою, застосовував і розвивав його наукові методи в галузі дослідження народної музики, опублікувавши значну кількість документованих й аналітичних праць. Вважається одним із засновників сучасної органології румунської народної музики.

## Біографія
Здобув музичну освіту в Бухарестській консерваторії (1931—1936). Серед його викладачів були знані музиканти та науковці: як-от Йоан Кіреску (теорія та сольфеджіо), Йон Нонна Отеску (гармонія), Дімітріє Куклін (контрапункт і музичні форми), Константин Бреїлою (фольклор, історія музики), Джордже Брязул і Штефан Попеску (хорове диригування, церковна хорова композиція).
З 1935 року працював з Константином Бреїлою в Архіві фольклору Спілки композиторів Румунії, який 1949 року став частиною Інституту фольклору.
У 1958—1959 роках викладав фольклор у Бухарестській консерваторії. У 1950—1960 роках обіймав різні академічні та наукові посади в Інституті фольклору, де згодом став провідним науковим співробітником. Ця установа, пізніше перетворена в Інститут етнографії і фольклору імені Константина Бреїлою при Румунської академії, стало основним місцем його роботи протягом десятиліть.

## Внесок у фольклористику
Досліджував румунську народну музику, зокрема традиційні музичні інструменти та їхні звукові системи. Його вважають засновником румунської музичної органології. Підготував низку статей про румунські народні інструменти для другого видання «The Grove Dictionary of Musical Instruments» — одного з найавторитетніших енциклопедичних видань у галузі органології та інструментознавства.
Найзначнішим його досягненням стало формування наукового підходу до вивчення народних музичних інструментів. Його праця «Музичні інструменти румунського народу» (1956), ушанована премією Академії Румунії, стала першою узагальнювальною типологією, основаної на акустичних властивостях і культурної функції інструментів. У книзі охоплені як найпростіші дитячі та псевдоінструменти (наприклад, листя, риб'яча луска), так і складні, як-от кобоз, най і бучум.
Також зробив внесок у розвиток методології Константина Бреїлою, з яким співпрацював в Архіві фольклору. 1958 року опублікував працю «Бела Барток про румунський фольклор», присвячену аналізу зв'язку угорського композитора з румунською селянською музичною традицією.
У 1978—1980 роках опублікував двотомне видання «Фольклористика, органологія, музикознавство», в якому зібрав майже всі свої дослідження, опубліковані у 1937—1973 роках.

## Міжнародна діяльність
Брав активну участь у міжнародних академічних структурах у галузі традиційної музики. З 1957 року перебував у Міжнародній раді з традиційної музики, де у 1971—1979 роках входив до виконавчого комітету, обіймав посаду віцепрезидента (1971—1974), а з 1974 року очолював Румунський національний комітет цієї ради.
У середині 1960-х років працював фольклористом в Об'єднаній Арабській Республіці, де підготував матеріали для антології єгипетської народної музики.

## Наукова дискографія
Активно займався польовими етномузичними дослідженнями, здійснюючи записи на фонографічні валики, а пізніше — на магнітну стрічку. Ці матеріали поповнили національний фольклорний архів, зафіксувавши широкий спектр автентичного інструментального та вокального репертуару.
Вибіркові видання, підготовлені Александру:
- Antologia muzicii populare româneşti [Антологія румунської народної музики] (1960—1962) — двотомне видання із записами народних мелодій (шість LP дисків, лейбл Electrecord[ro]). Супроводжувалося брошурами румунською, англійською, французькою та російською мовами. Перевидане 1976 року[11][12];
- Cântece bătrâneşti. Balade [Старі пісні. Балади] (1963) — зібрання старих народних пісень у співпраці з Александру Амзулеску[ro] (два LP диски, лейбл Electrecord)[13];
- The Folk Music of Rumania (1963) — компіляція народної румунської музики, складена спільно з Аланом Ломаксом на базі Архіву фольклору в рамках серії Columbia World Library of Folk and Primitive Music. Супровідний текст написаний у співпраці з А. Л. Ллойдом[en] (один LP диск, лейбл Columbia Masterworks[en])[14];
- La Musique populaire d'Égypte (1967) — збірка єгипетської народної музики, що супроводжується буклетом арабською, французькою, англійською та німецькою мовами[10] (два LP диски, лейбл Sono Cairo[en]);
- Melodies populaires nubiennes (1970) — збірка єгипетської народної музики, що супроводжується буклетом арабською, французькою, англійською та німецькою мовами[10] (один LP диск, лейбл Sono Cairo)[13].

## Вибріркові праці
- Tiberiu Alexandru. Instrumentele muzicale ale poporului romîn [Музичні інструменти румунського народу]. — Bucureşti : Editura de stat pentru literatură şi artă, 1956.
- Tiberiu Alexandru. Vioara ca instrument muzical popular [Скрипка як народний музичний інструмент] // Revista de folclor. — București, 1957. — Т., nr. 3 (29 iulie). — P. 29.
- Tiberiu Alexandru. Béla Bartók despre folclorul românesc [Бела Барток про румунський фольклор]. — Bucureşti : Editura muzicală, 1958.
- Tiberiu Alexandru. The Study of Folk Musical Instruments in the Rumanian People's Republic [Вивчення народних музичних інструментів у Румунській Народній Республіці] // Journal of the International Folk Music Council. — 1960. — Vol. 12 (29 July). — P. 13—16.
- Tiberiu Alexandru. Constantin Brăiloiu (1893—1958) [Константин Бреїлою (1893—1958)] // Revista de etnografie și folclor. — București, 1968. — Т., nr. 6 (29 iulie). — P. 477—480.
- Tiberiu Alexandru. Naiul românesc [Румунський най] // Revista de etnografie și folclor. — București, 1975. — Т., nr. 1 (29 iulie). — P. 33—48.
- Tiberiu Alexandru. Muzica populară românească [

Румунська народна музика]. — București : Editura Muzicală, 1975.
- Tiberiu Alexandru. Folcloristică. Organologie. Muzicologie. Studii. — București : Editura Muzicală, 1978. — Т. 1.

- Tiberiu Alexandru. Folcloristică. Organologie. Muzicologie. Studii. — București : Editura Muzicală, 1980a. — Т. 2.
- Tiberiu Alexandru. Romanian Folk Music. — Bucharest : Musical Publishing House, 1980b.
- Tiberiu Alexandru. Vechi relaţii muzicale între Ţările Româneşti şi Orientul Apropiat // Folcloristică, Organologie, Muzicologie: Studii. — Bucureşti : Editura muzicală, 1980. — Nr. 2 (29 iulie). — P. 252—275.